# 1948–1949-es magyar női röplabdabajnokság
Az 1948–1949-es magyar női röplabdabajnokság a harmadik magyar női röplabdabajnokság volt. A bajnokságban tíz csapat indult el, a csapatok két kört játszottak.
A Molnár-Moser SE új neve Háztartási Bolt NV lett.

## Tabella
| #  | Csapat                      | M  | Gy | V  | Sz+ | Sz- | P  | Megjegyzés |
| -- | --------------------------- | -- | -- | -- | --- | --- | -- | ---------- |
| 1. | Ganz TE                     | 16 | 16 | 0  | 32  | 1   | 32 |            |
| 2. | Háztartási Bolt NV          | 16 | 12 | 4  | 26  | 9   | 24 |            |
| 3. | Kőbányai Polgári Serfőző SE | 16 | 10 | 6  | 21  | 13  | 20 |            |
| 4. | BSE                         | 16 | 9  | 7  | 20  | 16  | 18 |            |
| 5. | Columbia SE                 | 16 | 8  | 8  | 17  | 17  | 16 |            |
| 6. | KAOE                        | 16 | 7  | 9  | 16  | 22  | 14 |            |
| 7. | Munkás TE                   | 16 | 6  | 10 | 15  | 22  | 12 |            |
| 8. | MEFESZ TE                   | 16 | 2  | 14 | 6   | 28  | 4  |            |
| 9. | MTK                         | 16 | 2  | 14 | 5   | 30  | 4  |            |
| –  | Elektromos MSE              | -  | -  | -  | -   | -   | -  | Törölve    |

* M: Mérkőzés Gy: Győzelem V: Vereség Sz+: Nyert szett Sz-: Vesztett szett P: Pont

## II. osztály
1. Budakeszi 22, 2. BRE 22, 3. Csepeli MTK 16, 4. MÉMOSZ 8, 5. MÁVAG ASE 6, 6. Ganz Villany 6, 7. Állami Nyomda 4 pont. Vasas SC, Előre SE, Pedagógiai Kollégium SE törölve.